# His House
Pour plus de détails, voir Fiche technique et Distribution.
His House est un film d'horreur britannique écrit et réalisé par Remi Weekes, sorti en 2020.
Il est sélectionné et présenté dans la section « Midnight » au festival du film de Sundance, en janvier 2020.

## Synopsis
Rial (Wunmi Mosaku) et Bol (Sope Dirisu) sont des réfugiés sud-soudanais, fuyant la guerre civile. Parvenus à Londres, ils obtiennent le droit de vivre dans une maisonnette en mauvais état. Peu après leur arrivée, des apparitions se manifestent dans leur nouvel habitat.

## Fiche technique
Sauf indication contraire, les informations mentionnées dans cette section peuvent être confirmées par la base de données cinématographiques IMDb,  présente dans la section « Liens externes ».
- Titre original : His House
- Réalisation : Remi Weekes
- Scénario : Remi Weekes, d'après l'histoire de Felicity Evans et Toby Venables
- Musique : Roque Baños
- Direction artistique : Thalia Ecclestone et Matt Fraser
- Costumes : Holly Rebecca
- Photographie : Jo Willems
- Montage : Julia Bloch
- Production : Aidan Elliott, Martin Gentles, Ed King, Roy Lee et Arnon Milchan

Production déléguée : Mark Huffam, Natalie Lehmann, Stuart Manashil, Yariv Milchan, Michael Schaefer, Steven Schneider et Eva Yates
- Société de production : BBC Films, New Regency Productions, Starchild Pictures et Vertigo Entertainment
- Société de distribution : Netflix
- Pays d'origine :  Royaume-Uni
- Langue originale : anglais
- Format : couleur
- genre : horreur, drame et thriller
- Durée : 93 minutes
- Dates de sortie :
  - États-Unis : 27 janvier 2020
  - Royaume-Uni : 23 octobre 2020 (sortie limitée)
  - Monde : 30 octobre 2020 (Netflix)

## Distribution
- Wunmi Mosaku (VF : Jessica Monceau) : Rial
- Sope Dirisu (VF : Eilias Changuel) : Bol
- Matt Smith (VF : Anatole de Bodinat) : Mark
- Malaika Wakoli-Abigaba : Nyagak
- Javier Botet : le sorcier
- Emily Taaffe : Dr Hayes

## Production
En mars 2018, Wunmi Mosaku et Sope Dirisu sont engagés à interpréter leur rôle En mai de la même année, Matt Smith est également embauché.
Le tournage a lieu aux studios de cinéma de West London, à Londres en Angleterre.

## Accueil
Le film est projeté en avant-première mondiale au festival du film de Sundance, le 27 janvier 2020. Le 30 octobre 2020, il est mondialement diffusé sur Netflix.